# 황사에 날리어
〈황사에 날리어〉(일본어: 黄砂に吹かれて 코사니후카레테[*])는 일본의 가수 쿠도 시즈카의 여덟 번째 싱글 앨범으로, 1989년 9월 6일 발매되었다. (8cm CD: S7A-11038) B 사이드 곡은 〈아키코〉(秋子)이다. A ·  B 양면이 작사, 작곡, 편곡자가 동일한데, 곡의 작사는 나카지마 미유키가 맡았고, 작 ·  편곡은 고토 츠구토시(後藤次利)가 담당했다. 이 작품은 레코드 형태로 정식으로 발매되었던 쿠도의 마지막 싱글이다.
이 곡은 다이요유덴의 카세트 테이프 광고의 삽입곡으로 쓰였다. 여러 아티스트에 의해 리메이크 되기도 했는데, 우선 곡의 작사가 나카지마가 같은해 11월 15일 본인의 정규 음반 《회귀열》(回帰熱)에 이 곡을 셀프 커버했으며, 인도네시아의 가수 크리스다얀티 또한 〈황사에 날리어 ~LOST IN THE STORM~〉이라는 이름으로 리메이크 한 적이 있다.
한편, TBS에서 방송되었던 음악 프로그램 더 베스트텐의 마지막 방송분이었던 1989년 9월 28일자 랭킹에서 1위를 차지했다.

## 수록곡
| #            | 제목                                   | 작사            | 작곡          | 편곡          | 재생 시간 |
| ------------ | -------------------------------------- | --------------- | ------------- | ------------- | --------- |
| 1.           | 〈〈황사에 날리어〉〉 (黄砂に吹かれて) | 나카지마 미유키 | 고토 츠구토시 | 고토 츠구토시 | 3:49      |
| 2.           | 〈〈아키코〉〉 (秋子)                  | 나카지마 미유키 | 고토 츠구토시 | 고토 츠구토시 | 3:56      |
| 총 재생 시간 | 총 재생 시간                           | 총 재생 시간    | 총 재생 시간  | 총 재생 시간  | 7:45      |

## 발매 일정
| 버전              | 일정           | 레이블      | 포맷                |
| ----------------- | -------------- | ----------- | ------------------- |
| 〈황사에 날리어〉 | 1989년 9월 6일 | Pony Canyon | 8cm CD (S7A-11038)  |
| 〈황사에 날리어〉 | 1989년 9월 6일 | Pony Canyon | 7" Vinyl (7A-1020)  |
| 〈황사에 날리어〉 | 1989년 9월 6일 | Pony Canyon | Cassette (7P-10039) |